# Burqin He
Burqin He (kinesiska: Bu’erjin He) är ett vattendrag i Kina. Det ligger i den autonoma regionen Xinjiang, i den nordvästra delen av landet, omkring 440 kilometer norr om regionhuvudstaden Ürümqi.
Genomsnittlig årsnederbörd är 330 millimeter. Den regnigaste månaden är juli, med i genomsnitt 54 mm nederbörd, och den torraste är april, med 9 mm nederbörd.